# Bulbophyllum rhodostachys
Bulbophyllum rhodostachys là một loài phong lan thuộc chi Bulbophyllum.